# Conrad Bursian
Conrad Bursian (Mutzschen, 14 novembre 1830 – Monaco di Baviera, 21 settembre 1883) è stato un filologo classico e archeologo tedesco.

## Biografia
Nacque a Mutzschen in Sassonia. Quando i suoi genitori si trasferirono a Lipsia, frequento il Thomasschule zu Leipzig. Dal 1847 al 1851 studiò presso l'Università di Leipzig, dove ebbe como professori Moritz Haupt (1808-1874) e Otto Jahn (1813-1869). Successivamente trascorse sei mesi a Berlino, dove fece delle conferenze assieme a Philipp August Böckh (1785-1867). Nel 1852 completò gli studi universitari a Lipsia; e tre anni dopo fece dei viaggi nel Belgio, Francia, Italia e Grecia.
Nel 1856 ottenne la sua abilitazione, e due anni dopo fu professore associato a Lipsia. Nel 1861 fu nominato professore di filologia e archeologia a Tubinga; Nel 1864 era professore di antichità classiche a Zurigo. Dal 1869 a Jena fu professore e direttore del museo archeologico e nel 1874 si trasferì a Monaco, dove fu professore fino alla morte.

## Opere principali
I suoi autori classici preferiti erano Aristofane, Demostene, Teocrito e molti altri; Tra i romani, favorì Lucrezio, Decimo Giunio Giovenale e gli Elegiachi. Fu editore del Jahresbericht über die Fortschritte der klassischen Altertumswissenschaft, e scrisse una descrizione della storia dell'arte greca per Allgemeine Encyclopädie der Wissenschaften und Künste.
- Geographie von Griechenland (1862–1872).
- Beiträge zur Geschichte der klassischen Studien im Mittelalter (1873).
- Geschichte der klassischen Philologie in Deutschland (1883).
- Edizione di Giulio Firmico Materno, De Errore Profanarum Religionum (1856).
- Edizione di Lucio Anneo Seneca il Vecchio, Suasoriae (1857).